# Schifflange
Schifflange (Luxemburgs: Schëffleng) is plaats en een gemeente in het Luxemburgse Kanton Esch.
De gemeente heeft een totale oppervlakte van 7,71 km² en telde 8203 inwoners op 1 januari 2007.

## Ontwikkeling van het inwoneraantal
| Jaar                              | 2001 | 2002 | 2003 | 2004 | 2005 |
| --------------------------------- | ---- | ---- | ---- | ---- | ---- |
| Inwoneraantal                     | 7849 | 7852 | 7896 | 7974 | 8084 |
| Opmerking: tellingen op 1 januari |      |      |      |      |      |

## Geboren in Schifflange
- Astrid Lulling (1929), Europarlementariër; voormalig burgemeester van Schifflange
- Charles Sowa (1933-2013), snelwandelaar
- Stefano Bensi (1988), voetballer

## Politiek
De gemeenteraad van Schifflange bestaat uit 13 leden (Conseilleren), die om de zes jaar verkozen worden volgens een proportioneel kiesstelsel.

### Resultaten
| Zetelverdeling gemeenteraad 1999-2005 De 13 zetels zijn als volgt verdeeld: | Zetelverdeling gemeenteraad 2005-2011 De 13 zetels zijn als volgt verdeeld: | Zetelverdeling gemeenteraad 2011-2017 De 13 zetels zijn als volgt verdeeld: |
| Bron: Ministerie van Binnenlandse Zaken / RTL.lu                            |                                                                             |                                                                             |

### Gemeentebestuur
Na de gemeenteraadsverkiezingen van 2011 trad een coalitie van LSAP en CSV aan, met 10 zetels. Burgemeester werd Roland Schreiner (LSAP).